# Characodon lateralis
Characodon lateralis  Günther, 1866, è un pesce d'acqua dolce appartenente alla famiglia Goodeidae, sottofamiglia Goodeinae.

## Distribuzione e habitat
Questa specie è diffusa nel territorio di Durango in Messico dove abita torrenti di acqua pulita e densamente vegetati.

## Descrizione
I maschi raggiungono una lunghezza massima di 4 cm, le femmine 5,5 cm.

## Riproduzione
Come tutti i Godeidi, la fecondazione è interna. La gestazione dura circa 55 giorni, dopodiché la femmina partorisce da 5 a 20 avannotti.

## Alimentazione
Si nutre prevalentemente di alghe.

## Acquariofilia
Characodon lateralis è, sebbene poco diffusa in commercio, una specie allevata in acquario.